# Illír Királyság (1816–1849)
Az Illír Királyság (németül: Königreich Illyrien, olaszul: Regno d’Illiria, szlovénül: Ilirsko kraljestvo, horvátul: Kraljevina Ilirija) az Osztrák Császárság koronatartománya volt 1816–1849 között, amely a napóleoni háborúk végén, a volt Francia Császárság Illír tartományainak osztrák bekebelezése után, a bécsi kongresszus jóváhagyásával, I. Ferenc osztrák császár dekrétumával jött létre. Uralkodója Ausztria mindenkori császára volt, Illíria királyának minőségében. A tartomány székhelye Laibach (Ljubljana) volt. Az 1849 utáni államreform keretében az Illír Királyságot három külön koronatartományra bontották (Karinthiai Hercegség, Krajnai Hercegség, Osztrák Tengermellék).

## Fekvése

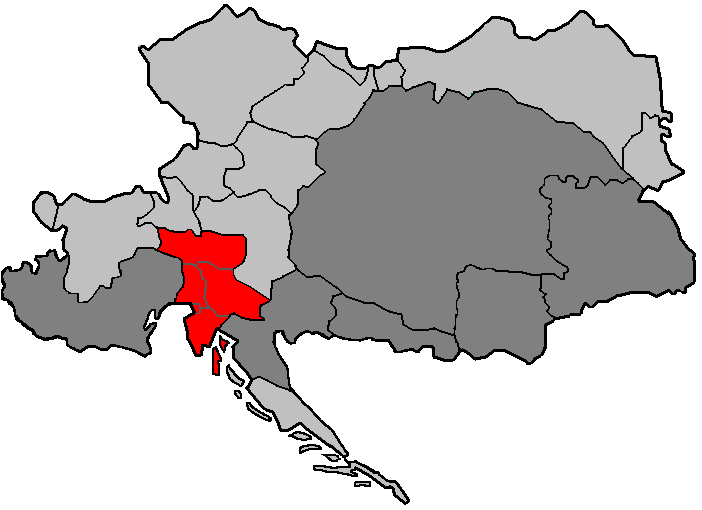
Az Illír Királyság a Habsburg Birodalmon belül 1822-től és felosztása 1849 után

Az Illír Királyságot a volt napóleoni Illír tartományok helyén hozták létre, az Adriai-tenger északkeleti partvidékén és a Keleti-Alpok előterében fekvő, a franciáktól visszaszerzett területeken. A volt francia császári tartomány magában foglalta a Krajnai Hercegséget, a Karintiai Hercegség nyugati részét (Felső-Karintiát), Görz és Gradisca grófságok Adria-menti területeit, Trieszt birodalmi szabad várost, és az Isztriai-félszigetet, továbbá a dalmát partvidéket, és a Horvát–Szlavónországnak a Száva folyótól délre fekvő területét. A felszámolt francia császári Illír tartományok területéből az osztrákok 1816-ban leválasztották és újjáalakították a Habsburg Dalmát Királyságot, Karintia keleti felét (Alsó-Karintiát) viszont hozzácsapták az új (Habsburg) Illír Királysághoz.
Az Illír Királyság területe így magában foglalta a mai Szlovénia nyugati és központi területeit, azaz Krajnát (a régi Krajnai Hercegséget), Ljubljana (Laibach) székvárost és környékét, a „szlovén tengermelléket”, azaz Görz (Goriška) vidékét és Észak-Isztriát („Szlovén-Isztriát”), a Karinthiai Hercegség teljes területét (a nyugati Felső-Karintiát, azaz a mai osztrák Karintia szövetségi tartományt, és az ezzel szomszédos, keleti Alsó-Karintiát, „Slovenska Koroška” régiót (a mai Szlovénia északnyugati részét), továbbá a mai Horvátország Isztria megyéjét, a Quarnerói-öbölbeli Krk, Cres and Lošinj szigeteket), végül a mai Olaszország északkeleti „végvidékét”, a mai Trieszt megye és Gorizia megye területeit, és végezetül Fiume körzetét is.
1822-ben az Illír Királyság területétől elcsatolták a volt francia Croatie civile („Civil-Horvátország”) nevű intendantúra (közigazgatási körzet) területét, azaz a Száva folyó jobb (déli) partja és Fiume városa között húzódó sávot, Karlstadt/Karlovác központtal, és ezt hozzácsatolták a Habsburg Birodalomba betagolt Horvát Királyságba.
- Az Illír Királyság 1816–1822 között
(1818-as osztrák térképen)
- Az Illír Királyság 1822–1849 között
(„Civil-Horvátország” és Fiume elcsatolása után)

## Történelme
A napóleoni háborúk során, az ötödik koalíciós háborút lezáró 1809-es schönbrunni békeszerződés után Napóleon császár uralkodói dekrétummal létrehozta az Illír tartományok nevű francia császári külbirtokot, miután megszerezte a Habsburg Birodalomtól annak az Adriai-tenger északkeleti partvidékén és a Keleti-Alpok előterében fekvő (korábban velencei és Habsburg birodalmi) területeit. E területek egy része korábban velencei birtok volt, és az 1797-es Campo Formió-i békeszerződésben a Habsburg Birodalomnak jutott, majd az 1805-ös pozsonyi békeszerződésben Franciaország szerezte meg őket. Napóleon oroszországi hadjáratának kudarca után, 1813-ban Ausztria ezeket fegyveres erővel visszafoglalta, a bécsi kongresszus pedig 1815-ben hivatalosan is elismerte az Ausztriához tartozást.
Az elfoglalt és bekebelezett északkelet-adriai és keleti-alpoki területeken – gyakorlatilag a volt francia Illír tartományok helyén, de Dalmácia nélkül – 1816. augusztus 3-án I. Ferenc osztrák császár rendeletével hivatalosan megalapították a Habsburg Birodalom császárának alárendelt új közigazgatási egységet, az Illír Királyságot, más néven „Új-Illíriát”. A tartományt a helyi (szlovén) köznyelvben „osztrák-Illíria” („avstrijsko-ilirska”) néven is emlegették.
A koronatartományt két területi kormányzóságra osztották fel:
- Laibachi Kormányzóság (németül: Landesgubernium in dem Königreiche Illyrien zu Laibach), amely a laibachi (ljubljanai) körzetből; a neustadti (Novo mestó-i) körzetből; az adelsbergi (postojnai) körzetből (Krajna); a villachi körzetből (Kelet-Karintia) és 1825-től a klagenfurti körzetből (Nyugat-Karintia) állt.
- Trieszti Kormányzóság (németül: Landesgubernium in dem Königreiche Illyrien zu Triest), amely a fiumei körzetből (Fiume városa, Kelet-Isztria, a Magyar Tengermellék, és a Quarnerói-öböl szigetei); a görzi (goriziai) körzetből (Görz és Gradisca); a trieszti körzetből (Trieszt városa és Nyugat-Isztria); a karlstadti (károlyvárosi) körzetből (a Száván túli Közép-Horvátországból, a korábbi Illír tartományok Civil-Horvátország nevű körzetéből) állt.

Fennállásának első hat évében (1816–1822 között) a Illír Királyság magában foglalta a volt napóleoni tartományokból az ún. Civil-Horvátország („Croatie civile”) nevű intendatúra (katonai körzet) területét is. 1822. november 1-jén, amikor a Habsburg kormányzat helyreállította a Horvát Királyságnak a napóleoni háborúk előtti területét, ezt a tartományt elcsatolták az Illír Királyságtól, és ismét betagolták a Magyar Királyság alárendeltségébe tartozó Habsburg-Horvátországba. Ugyanekkor Fiume várost is visszacsatolták a Magyar Királysághoz.
Az Illír Királyságot eredeti formájában, 1816-ban azért hozták létre, hogy a stratégiailag fontos tengermellék és a déli katonai határőrvidék szomszédságába, a belső birodalmi tartományok előterébe egy összefüggő, központilag irányított, erős tartomány kerüljön, amely ellensúlyozni képes a Magyar Királyság területi igényeit és visszaszorítja az Orosz Birodalom befolyási övezetét. Miután 1822-ben az Illír Királyság nagy területeit a magyar korona alárendeltségébe tartozó Horvát Királysághoz (illetve Fiumét közvetlenül a Magyar Királysághoz) csatolták, a maradék illír koronatartomány veszített stratégiai súlyából. A javarészt szlovénok lakta tartományban a francia polgári kormányzás évei (1806–1814) igen mély nyomokat hagytak. A franciák által bevezetett szlovén nyelvű közigazgatási szerveket és a szlovén nyelvű iskolahálózatot a Habsburg igazgatás sem tudta egyszerre visszaállítani a korábbi német–latin nyelvű rendszerre. A francia mintára bevezetett polgári törvénykönyv után fokozatosan igyekeztek helyreállítani a Habsburg Monarchia archaikusabb törvénykezési rendszerét. E lassú folyamat lezárásáig a Habsburg kormányzat jobbnak látta, ha a volt francia tartományokat egy külön koronatartományban kezeli.

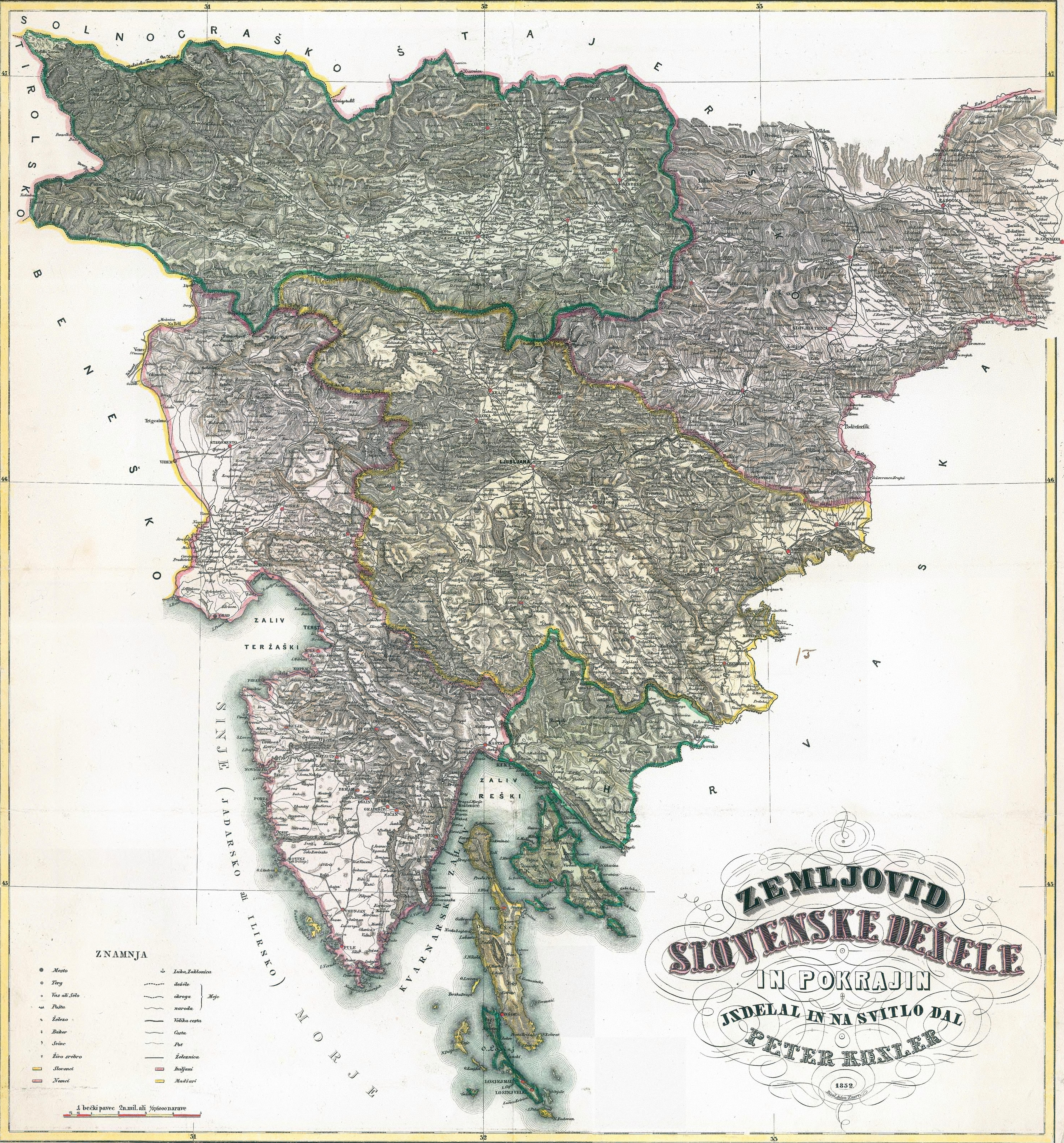
A szlovén egységmozgalom 1852-es igénytérképe: „Szlovén földek és tartományok”

Az 1848-as „Népek tavaszán”, 1848. április 20-án a szlovének képviselői, élükön Franc Miklošič képviselővel, Bécsben azt a kérelmet terjesztették Ferdinánd császár elé, hogy Alsó-Stájerország (Untersteiermark) területét – azaz a történelmi Stájer Hercegség déli részét, a mai Szlovénia északkeleti felét, szlovénul Štajerskát, Marburg (Maribor) központtal – csatolják az Illír Királysághoz, egyetlen közigazgatási egységben (királyságban) egyesítve a szlovén nemzetiség által lakott területek legnagyobb részét. Ez volt az Egyesült Szlovénia (németül: Vereintes Slowenien, szlovénül: Zedinjena Slovenija) programja.  Peter Kosler (Kozler) karintiai szlovén térképész elkészítette az Alsó-Stájerországgal kibővített Illír Királyság igény-térképét, mely később a szlovén nemzettudat fontos jelképévé, a szlovén egységmozgalom egyik hivatkozási alapjává vált. A Habsburg császári kormányzat azonban elutasította a javaslatot. Az 1848–1849-es szabadságmozgalmak radikalizálódására adott császári reakció egyik jeleként az „Illír Királyság” elnevezést fokozatosan „kivezették” a bécsi kormány dokumentumaiból. Hivatalos osztrák állami dokumentumban az Illír Királyságot – mint „élő” koronatartományt – e néven utoljára a Ferenc József által 1849 márciusában kiadott olmützi („oktrojált”) alkotmányban említik.

## Az Illír Királyság uralkodói
Ausztria mindenkori császára, Illíria királyának minőségében
- 1816–1835 : I. Ferenc
- 1835–1848 : I. Ferdinánd
- 1848–1849 : I. Ferenc József

## Megszűnése
Az 1849–49-es forradalmi hullámot követő osztrák államreform keretében 1849. december 31-én az Illír Királyságot megszüntették, területét három részre osztották fel. Helyén kialakították Karintia, Krajna és az Osztrák Tengermellék (Küstenland) nevű osztrák koronatartományokat, melyek 1867 után az Osztrák–Magyar Monarchiában is fennmaradtak. Az „Illíria Királya” – immár névleges – címet Ausztria császárai továbbra is megtartották és a hivatalos címeik felsorolásakor használták egészen 1918-ig.